# Sopeira

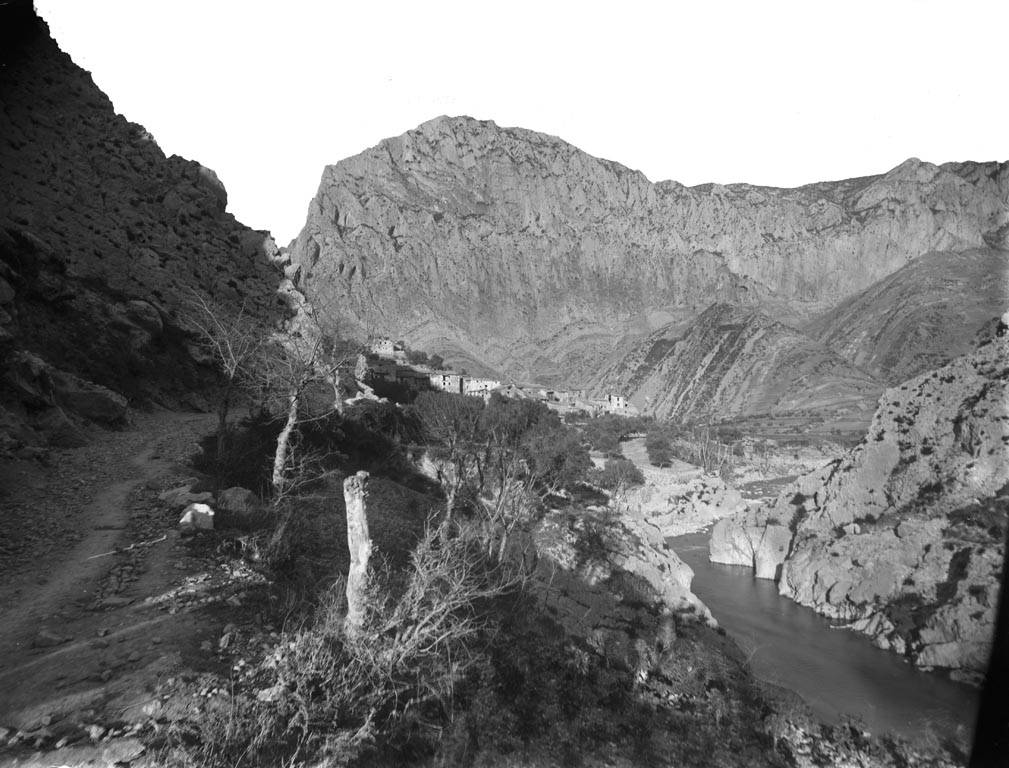
Sopeira el 29-11-1889

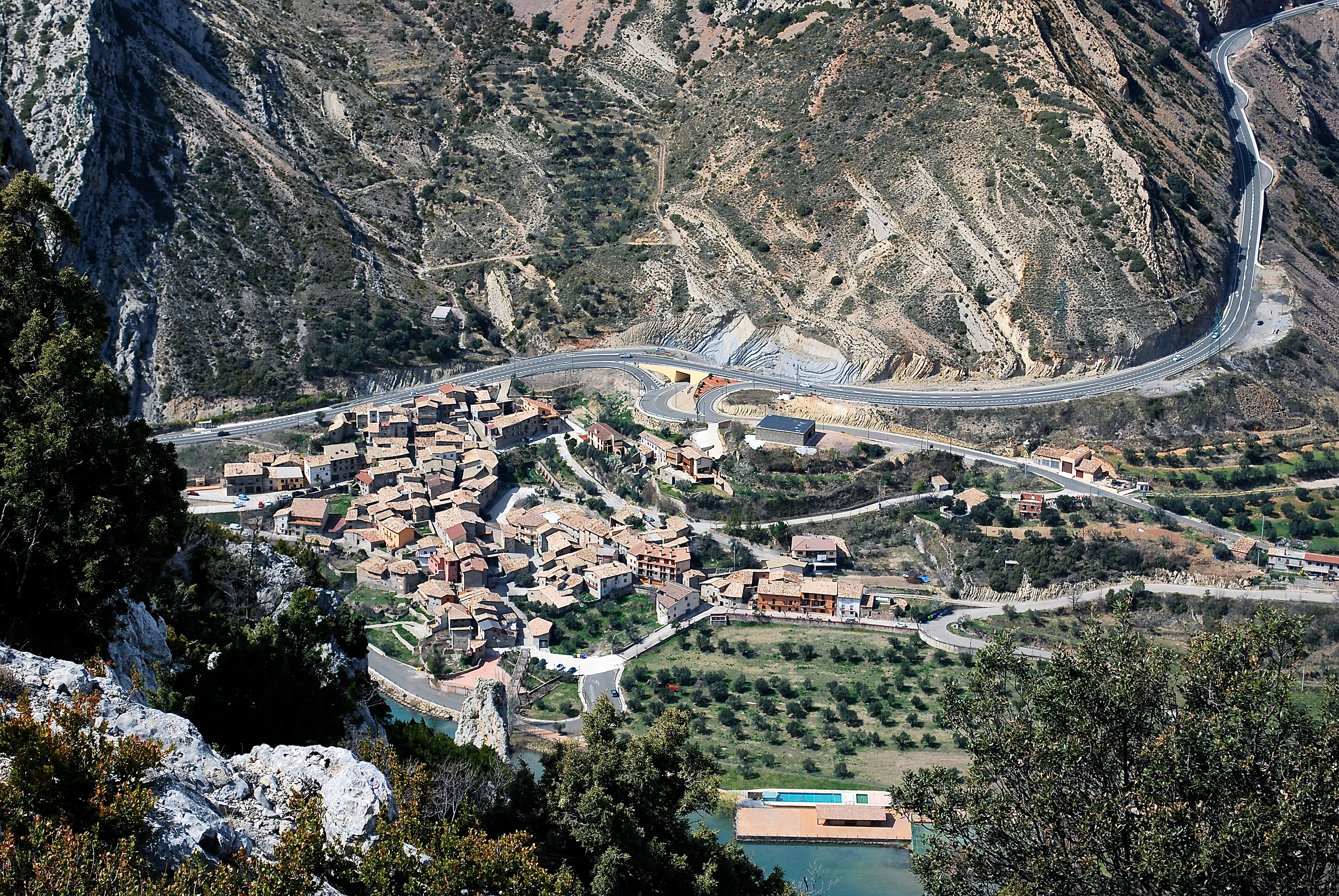
Vista panoràmica de Sopeira

Sopeira és un municipi catalanoparlant de l'Aragó, a la comarca administrativa aragonesa de la Ribagorça, inclosa en la comarca natural de la Terreta, a l'Alta Ribagorça. Des del 1970 comprèn l'antic terme independent de Sant Orenç.
El congost de Sopeira, o Pas Nou, és l'indret on es dreça la presa del Pantà d'Escales, construït l'any 1955 amb una capacitat de 152 hm3, una part del qual és dins del seu terme municipal.
És accidentat pels contraforts de la serra de Sant Gervàs (vessants del roc de Conco, de 1.352 m. alt., a llevant, i del Talló d'Aulet, de 1.486, a ponent).
El conreu dels cereals ocupa el 18% de la superfície conreada (13% de blat, 66% d'ordi, 2% de civada), i el farratge el 46% (22% d'alfals, 26% de trepadella, 2% de trèvol i altres 50%); la resta es distribueix entre els conreus llenyosos de secà (10%) i hortalisses, amb bastant de producció de patates. L'activitat econòmica principal, però, és la ramaderia: 3.070 caps de bestiar oví, 435 de porcí i 14 de boví.
El poble, que tenia 92 habitants aglomerats i 9 de dispersos el 1991, és a 704 m. alt. És a la dreta de la Noguera Ribagorçana, a la sortida del congost, prop del monestir d'Alaó, que tingué el domini del terme. La seva església és actualment la parroquial del poble. A l'alçada del poble hi ha l'embassament de Sopeira, construït l'any 1957, amb una capacitat d'un hm3, i 13 hectàrees de superfície.
La temperatura mitjana anual és de 12° i la precipitació anual, 720 mm.

## Entitats de població
- Aulet. despoblat situat a la vora occidental del pantà d'Escales.[5]
- Pallerol, Situat a 950 metres sobre el nivell de la mar,[6] al vessant nord del Talló d'Aulet.[7]
- Sant Orenç. Situat a 1041 metres d'altitud.[8]
- Sopeira (capital del municipi)